# Surekha Yadav

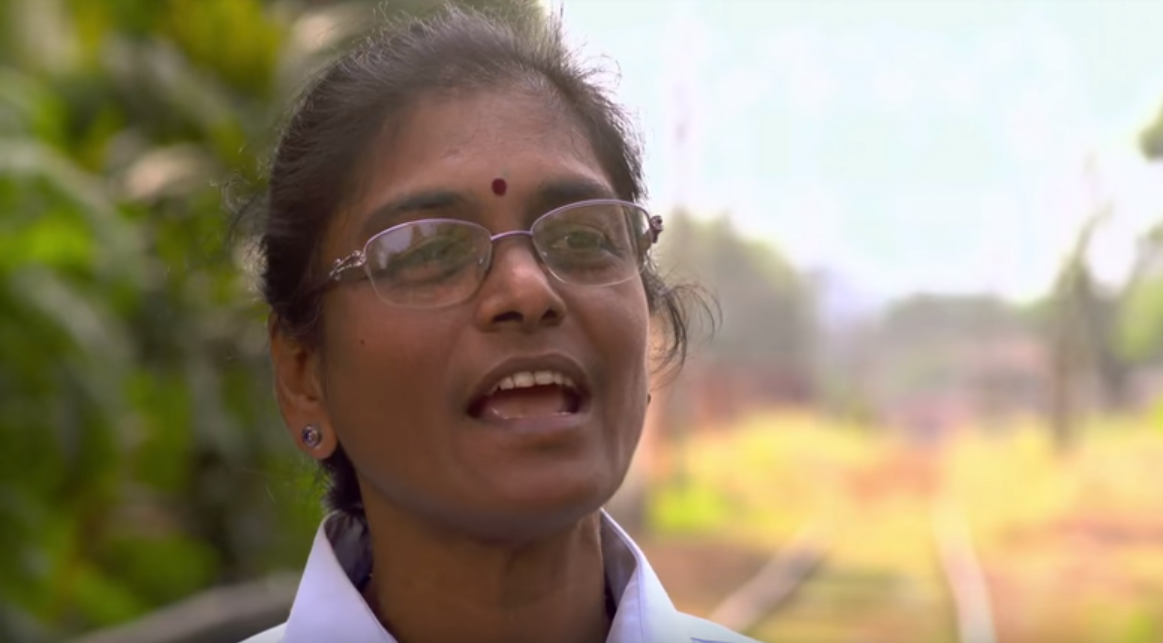
Surekha Yadav (2016)

Surekha Yadav (Marathi सुरेखा यादव; * 2. September 1965 in Satara, Bundesstaat Maharashtra) ist seit 1988 Indiens erste Lokomotivführerin.

## Leben
Surekha Shankar Yadav, geborene Surekha Ramchandra Bhosale, ist die Tochter eines Landwirts und das älteste von fünf Kindern. Zunächst besuchte sie die St. Paul’s Convent High School in Satara, nahm dann eine Berufsausbildung auf und erlangte anschließend ein Diplom in Elektrotechnik am Government Polytechnic, Karad. Sie wurde bei der Indian Railways eingestellt und gilt seit 1988 als die erste weibliche Lokführerin Indiens. 1990 heiratete sie den Polizeiinspektor Shankar Yadav. Das Paar hat zwei Söhne.

## Karriere bei der Eisenbahn
Surekha Yadav wurde 1987 vom Railway Recruitment Board (RRB) in Mumbai als Auszubildende angenommen und absolvierte ein sechsmonatiges Training bei der Kalyan Training School. Sie arbeitete als Rangierbegleiterin und seit 1989 als Hilfslokführerin. Der erste lokale Güterzug, den sie steuerte, hatte die Nummer L-50 und verkehrte zwischen Wadi Bunder und Kalyan. 1996 wurde sie als Güterzugführerin eingesetzt und 1998 zur vollwertigen Güterzugführerin ernannt. 2000 schloss sich die Beförderung zur Triebfahrzeugführerin an. Yadav fuhr den ersten Ladies Special Train, einen Regionalzug in dem nur Frauen, meist Pendlerinnen, fahren dürfen, als dieser im April 2000 von der damaligen Eisenbahnministerin Mamata Banerjee eingeführt wurde. Von 2000 bis 2010 fuhr sie Regionalzüge und eine Beförderung im Jahr 2010 machte sie zur Sr. Loco Pilot (Mail). 2010 folgte sie einer spezialisierten Ausbildung als Ghat-Lokführerin zum Führen von Doppellokomotiven, mit denen sie die Hügel des westlichen Maharashtra und der Westghats durchquerte. Sie fuhr den Personenzug Deccan Queen, den ersten Superschnellzug und elektrisch betriebenen Langstreckenzug mit einem Frauenwaggon und gleichzeitig den ersten Zug mit einem Speisewagen in Indien. Die Deccan Queen verbindet Mumbai und Pune. Im Mai 2011 wurde sie zur Expresspostfahrerin befördert und fuhr Güter- und Postexpresszüge.
Als Surekha Yadav ihren Dienst bei der indischen Eisenbahn antrat, arbeitete sie in einer reinen Männerbastion. Sie gibt an, aufgrund ihres Geschlechts nie diskriminiert worden zu sein und sagt, dass ihr die volle Unterstützung ihrer Familie und ihres Mannes zuteilwurde. Andere Frauen taten es ihr gleich und schon 2011 gab es bereits 50 Lokführerinnen, die Vorortzüge und Güterzüge fuhren und auch als Rangiererinnen oder Hilfslokführerinnen tätig waren. Derzeit unterrichtet sie im Driver’s Training Centre (DTC) Kalyan als leitende Ausbilderin.

## Öffentliche Aktionen und Wirkung
Im Jahr 1991 spielte Yadav in der Fernsehserie Hum Bhi Kisise Kum Nahi/Wir sind unübertroffen mit. Für ihren Auftritt in der Rolle als Zugführerin wurde sie mehrfach positiv erwähnt.
Ein bedeutendes Ereignis in Yadavs Laufbahn war der 8. März 2011, der Internationale Frauentag, als sie als erste Frau in Asien den Zug Deccan Queen von Pune nach Mumbai durch eine schwierige, aber landschaftlich reizvolle Strecke brachte und von der damaligen Bürgermeisterin von Mumbai, Shraddha Jadhav, am Bahnhof in Empfang genommen wurde. Anlässlich des Internationalen Frauentags 2021 steuerte Yadav einen Sonderzug mit Frauen von Mumbai nach Lucknow.
Am Montag, dem 13. März 2023, fuhr sie als erste Frau den Halb-Hochgeschwindigkeitszug Vande Bharat Express von Solapur zum Chhatrapati Shivaji Terminus und legte dabei eine Strecke von 455 km zurück. Am Dienstag, dem 14. März 2023, fuhr Surekha mit dem Vande Bharat von CSMT nach Solapur. Premierminister Narendra Modi erwähnte Surekha Yadav am Sonntag, den 26. März 2023 in der 99. Folge seiner Radiosendung Mann Ki Baat und würdigte sie als erste Frau, die den Zug Vande Bharat, sowie viele andere Züge gesteuert hat.
Yadav hat an Aktivitäten zur Bekämpfung von Eve teasing teilgenommen.

## Auszeichnung
- 1998: Jijau Puraskar
- 2001: Indian Women Achievers Award (IWAA)
- 2001: Rashtriya Mahila Aayog, Delhi
- 2002: Lokmat sakhi manch
- 2003–2004: S.B.I. Platin-Jubiläumsfeier
- 2004: Sahyadri Hirkani award
- 2005: Prerna Puraskar
- 2011: GM-Auszeichnung für die erste weibliche Lokführerin
- 2013: RWCC Best Women award
- 2018: Nari Shakti Puraskar im Rashtrapati Bhavan von Ram Nath Kovind überreicht